# MV Britannic (1929)
El MV Britannic fue un transatlántico británico propiedad de la naviera White Star Line, el tercer buque de la compañía en llevar este nombre, tras el SS Britannic y el HMHS Britannic. Fue construido por los astilleros navales de Harland & Wolff en Belfast (Irlanda del Norte), su quilla fue puesta el 14 de abril de 1927 y fue botado al mar el 6 de agosto de 1929. Fue entregado a la White Star en junio de 1930, prestando servicio en la ruta entre Liverpool y Nueva York, donde operó hasta 1934, cuando la Cunard y la White Star se fusionaron. Al igual que su barco gemelo, el MV Georgic, era propulsado por motores diésel, por lo que ambas embarcaciones fueron consideradas como las únicas de la White Star que contaban con un sistema de propulsión diferente a las turbinas de vapor. El Britannic fue bastante popular debido a que representaba lo que entonces era lo último en decoración interior, así como su mobiliario y también por el diseño de sus chimeneas.
Durante la Segunda Guerra Mundial, fue convertido en transporte de tropas y junto con el Georgic, realizaron viajes durante el transcurso de la contienda.   
Después del conflicto, fue reacondicionado para retornar al servicio de pasajeros con la Cunard White Star Line en 1948.   
A partir de enero de 1950, el barco operó para la Cunard Line, después de que la compañía absorbió las acciones de la White Star.  
Aunque ya sufrió algunas averías e incendios, la carrera del transatlántico perduró hasta 1960, año en que fue vendido para su desguace, convirtiéndolo en el último barco de pasajeros de la White Star Line que permaneció en servicio.

## Historia

### Viaje inaugural

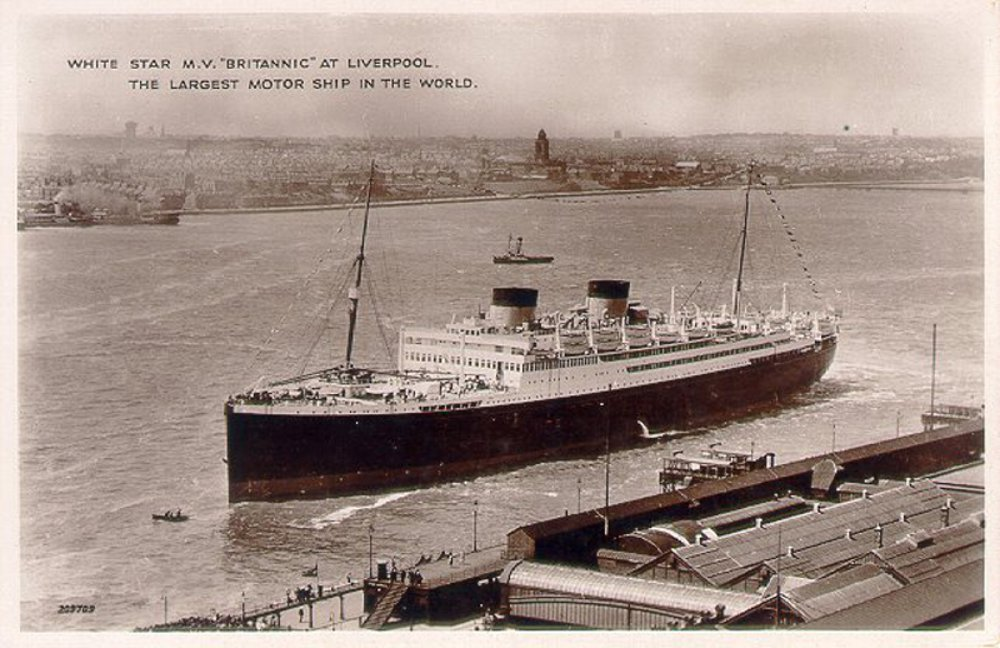
El Britannic en Liverpool a mediados de la década de 1930.

El Britannic hizo su viaje inaugural (Liverpool-Belfast-Glasgow-Nueva York) el 28 de junio de 1930. Por lo general pasaba los veranos en el Atlántico norte y los inviernos como crucero recorriendo el Caribe. Permaneció en esa ruta hasta que se incorporó a la flota de la nueva compañía Cunard White Star en 1934. En 1935, se trasladó al servicio de Londres-Nueva York, donde permaneció hasta el comienzo de la Segunda Guerra Mundial.

### Segunda Guerra Mundial
El Britannic sirvió como transporte de tropas durante la guerra, llevando a unos 180 000 soldados y recorriendo un total de 376 000 millas (605 000 kilómetros).
Reanudó el servicio comercial con la ruta Liverpool-Nueva York en 1948.

### Servicio de posguerra
En 1949, la Cunard White Star se disolvió, y volvió a ser la Cunard Line, dejando al Britannic y a su hermano el Georgic como los últimos barcos de la White Star Line en servicio. Tanto el Georgic como el Britannic conservaron los colores de la ya extinta White Star hasta que ambos fueron retirados del servicio.

### Último viaje
El Britannic hizo su viaje final desde Liverpool a Nueva York el 25 de noviembre de 1960, siendo el último viaje transatlántico hecho por un barco de la White Star. Este viaje se caracterizó por la escolta de botes de bomberos, los mismos que normalmente acompañan a los barcos durante su viaje inaugural. Llegó a Liverpool por última vez el 2 de diciembre de 1960, para que el 16 de diciembre de ese año saliera para ser desmantelado, poniendo así el fin definitivo a la flota de la White Star Line.